# 紅蘋果 (鹿特丹)
紅蘋果（The Red Apple）是位於荷蘭鹿特丹Wijnhaven島的高層建築，於2009年落成，目前是鹿特丹第八高的建築。紅蘋果的建築主要由兩部分構成，分別為124公尺高的38層高樓與53公尺高的“Kopblok”，集住宅、辦公室、商店、餐廳、停車場於一處。

## 圖片集

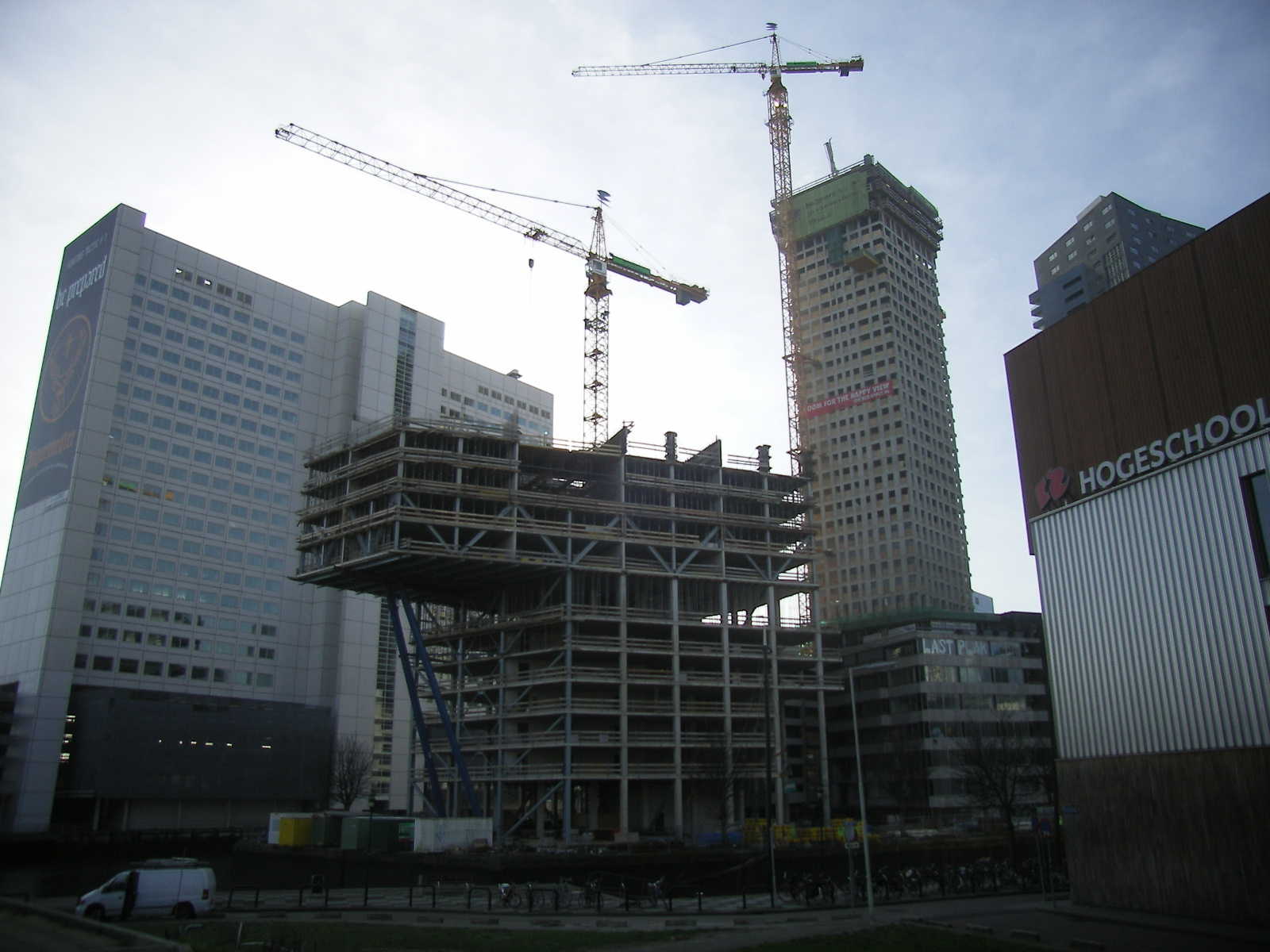
興建中的紅蘋果（2008年）
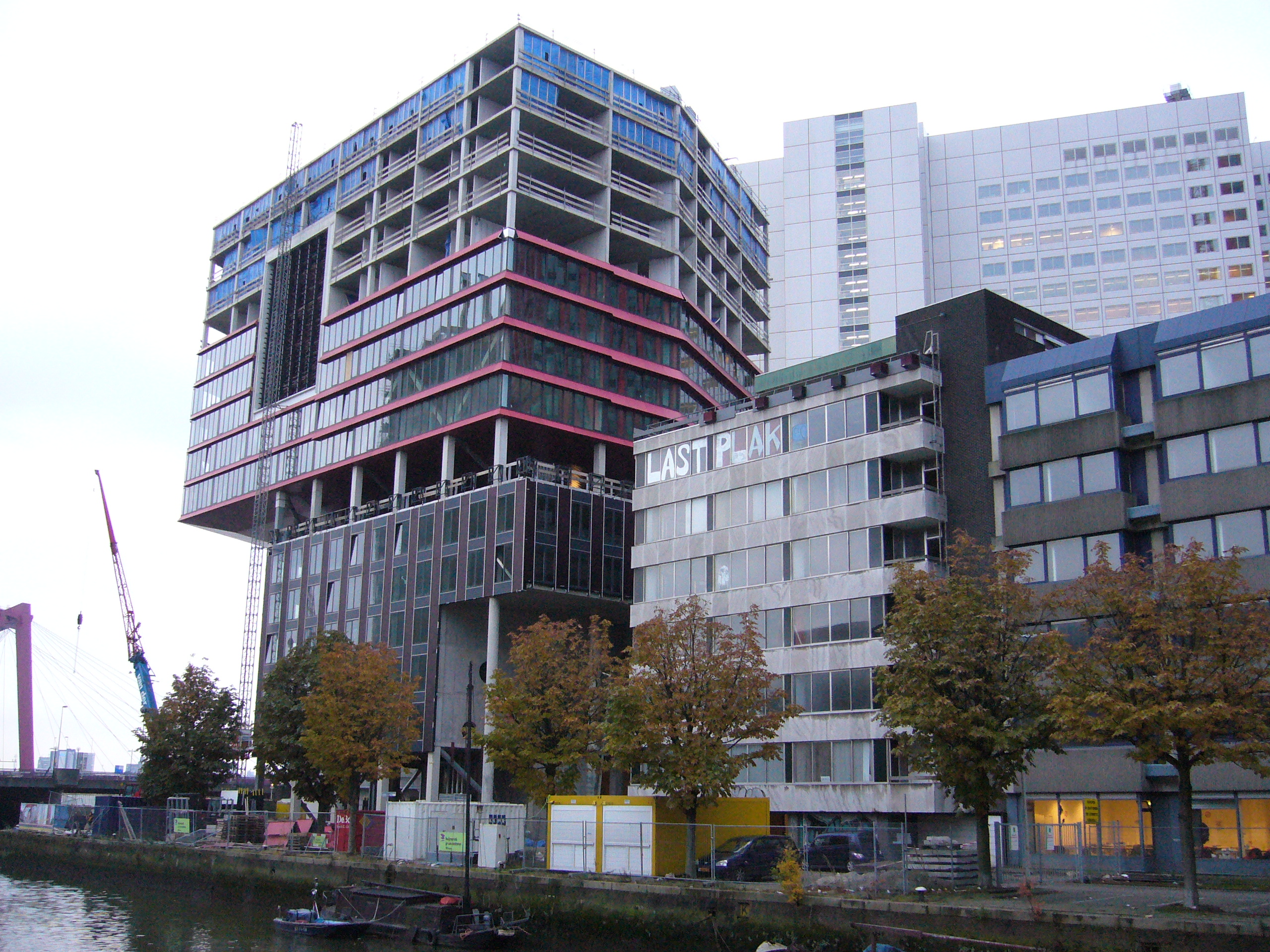
“Kopblok”
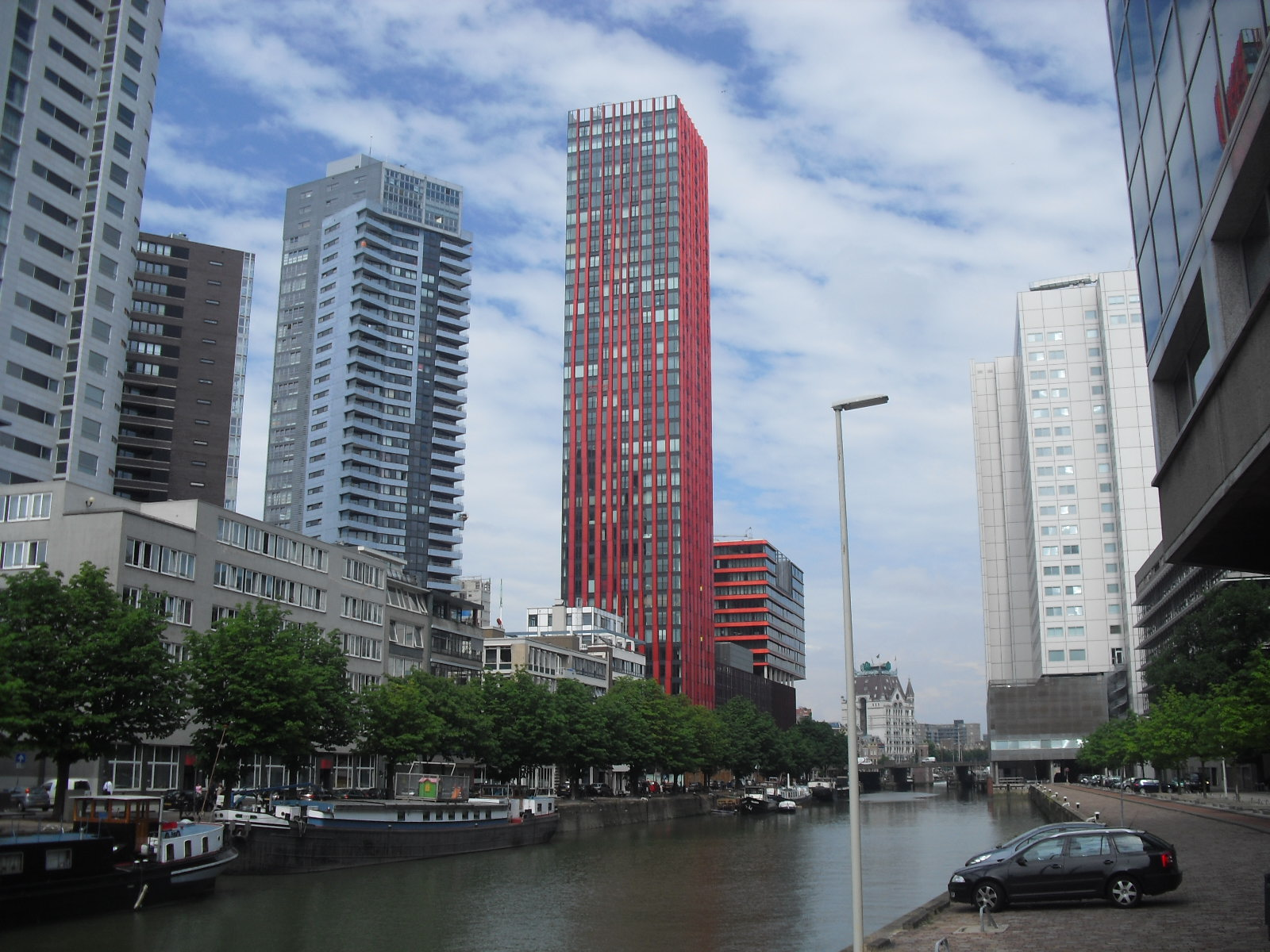
紅蘋果（2010年）

## 外部連結
- 紅蘋果官方網站 （荷兰文）
- KCAP建築師和規劃師 （页面存档备份，存于） （英文）